# Marcovaldo
Marcovaldo ou  Les saisons en ville (en italien : Marcovaldo ovvero Le stagioni in città)  est une œuvre de l'auteur italien Italo Calvino, publiée pour la première fois en novembre 1963 chez Einaudi. 
C'est un recueil de vingt nouvelles narrant la vie de Marcovaldo sur cinq années, un manœuvre vivant à la campagne mais qui doit désormais s'exiler vers les villes industrieuses du xxe siècle pour nourrir sa famille.
Les manœuvres du personnage principal pour récupérer un peu d'argent ont souvent un rapport avec la nature alors même qu'il vit maintenant en ville, et elles se révèlent parfois dérisoires.
Le sous-titre de l'œuvre, Les Saisons en ville, fait référence aux quatre saisons autour desquelles les nouvelles sont structurées, chacune étant reliée à une des quatre saisons.

## Résumé
Les nouvelles qui se succèdent montrent comment la société et le monde urbain peuvent en arriver à influencer les gens et à modifier leurs rapports à la nature. La singularité de l'œuvre est renforcée par le fait que Marcovaldo cherche toujours dans la ville un espace vert qui pourrait lui rappeler la nature de son village natal. Cependant, la nature qu'il trouve en ville est artificielle, insérée dans un paysage fortement urbanisé. Il est en besoin de retrouver cette nature qu'il aime.

## Éditions

### Éditions italiennes
- Marcovaldo ovvero le stagioni in città, Einaudi, 1966, 148 pages
- Marcovaldo, Garzanti, février 1990, 156 pages
- Marcovaldo, Oscar Mondadori, avril 1994, 135 pages

### Éditions françaises
- Marcovaldo ou les Saisons en ville, traduit par Roland Stragliati, Paris, Julliard, 1979, 185 pages  (ISBN 2-260-00148-3)
- Marcovaldo ou les Saisons en ville, traduit par Roland Stragliati, Paris, éd. L'École des Loisirs, coll. « Nouvelles et romans de l'École des loisirs », 1982, 181 pages  (ISBN 2-211-08710-8)
- Marcovaldo ou les Saisons en ville, traduit par Martin Rueff, Paris, éditions Gallimard, coll. « Folio » no 6257, 2017, 227 pages  (ISBN 978-2-07-045300-9)

## Adaptation télévisuelle
- 1970 : Marcovaldo, téléfilm italien réalisé par Giuseppe Bennati, et diffusé pour la première fois sur Secondo Programma. Le rôle-titre y est interprété par Nanni Loy.